# دهستان برف انبار
دهستان برف انبار نام دهستانی در بخش مرکزی شهرستان فریدون‌شهر، استان اصفهان در ایران است.

## جمعیت
براساس سرشماری مرکز آمار ایران در سال ۱۳۸۵، جمعیت آن ۷۷۱۷ نفر (۱۷۷۴ خانوار) بوده‌است.

اکثریت جمعیت این دهستان طوایف چهارلنگ هفت لنگ بختیاری می باشند.